# Николай Шматко
Николай Гаврилович Шматко̀ (на украински: Шматько, Микола Гаврилович, роден на 17 август 1943 г., Донецка област, СССР) е украински скулптор и художник. Работи заедно с двамата си сина в Украйна.
Създал е повече от 750 паметници (барелеф, висок релеф, скулптура) и около 500 картини. Авторската му колекция, изложена в галерия „Shmatko & Sons“, съдържа повече от 70 скулптури от уралски и италиански мрамор и около 300 картини (живопис, графика).
През 2000 г. е назначен за професор в катедрата по изящни изкуства в Московския институт на световната цивилизация.
През 2004 г. Шматко получава поръчка да разработи мраморна статуя на Богородица за Светогорския манастир (Донецка област). След проведена реставрационна дейност, през есента, при откриването на манастира е инсталирана скулптурата с височина 4,20 м (изваяна от 2 блока уралски мрамор, с тегло 40 тона).
За своя принос към Православната църква и създаването на Светогорската Богородица Шматко е награден от митрополита на Киев и цяла Украйна Владимир с орден „Нестор Летописец“, 3-та степен. През 2007 г. скулпторът става първият украинец, награден с орден „Lorenzo il Magnifico“. 
През есента на 2005 г., на откриването на храма „Успение Богородично“ в с. Келеберда, Полтавска област, е инсталирана скулптурата на Шматко „Разпятието на Христос“.

## Изложения
- 1985 – 1991 г.: галерия „Shmatko & Sons“, Болград, Одеска област
- 1991 – 2003 г.: галерия „Shmatko & Sons“, Красний Луч, Луганска област
- 1992 г.: Луганск
- 1993 г.: Киев
- 2000 г.: Институт за световни цивилизации, Москва
- 2003 г.: Донецк
- 2003 – 2004 г.: Галерия „Shmatko & Sons“, Славянск, Донецка област
- 2004 – 2010 г.: Галерия „Shmatko & Sons“, Луганск
- 2007 г.: Биенале 2007, Флоренция, Италия
- 2009 г.: Биенале 2009, Флоренция, Италия